# Atomu Nabeta
Atomu Nabeta (født 1. maj 1991) er en tidligere japansk fodboldspiller.
Han har spillet for flere forskellige klubber i sin karriere, herunder Shimizu S-Pulse og Avispa Fukuoka.